# Probabilità di default
La probabilità di default (PD, o tasso di insolvenza) è la probabilità che la controparte si renda inadempiente all'obbligazione di restituire il capitale prestato e gli interessi su di esso maturati.
La PD può essere "fisica" quando viene stimata su dati storici oppure "neutrale al rischio" quando è estrapolata dalle quotazioni di strumenti finanziari credit sensitive quali Corporate Bond, Credit Default Swap, Credit Linked Note, ect. 
Le banche stimano la probabilità di default per valutare il rischio di credito connesso a un determinato prestito. Se ad esempio, la probabilità di default della clientela è del 5%, ciò significa che la banca valuta che il cliente appartiene ad un gruppo all’interno del quale, entro un anno, si verificheranno 5 clienti in default (in insolvenza) ogni 100 clienti. La perdita attesa (PA) si otterrà moltiplicando la PD per la LGD (loss given default o percentuale di perdita avvenuto il default) per l’EAD (o importo in default). La LGD è funzione inversa delle garanzie che assistono l’esposizione andata in default .
L'accordo Basilea II si è preoccupato di dare una definizione di "default", che corrisponde a qualunque ritardo nei pagamenti superiore a 90 giorni.

## Calcolare la probabilità di default
Basilea II accetta tre approcci per la stima della probabilità di default.
- Judgemental: si basa sulla valutazione soggettiva, da parte dell'analista che deve concedere il prestito, della situazione dell'imprenditore: l'attenzione è non tanto sul processo, quanto sulle persone e sulla loro conoscenza dei mercati. È l'approccio utilizzato dall'agenzia Standard & Poor's. Nonostante porti a risultati accurati e ricchi di informazioni di tipo soft, il metodo tradisce il principio di omogeneità perché può creare sperequazione nell'assegnazione di rating a soggetti che presentano stesse caratteristiche. Inoltre è da tenere presente che una singola persona può mediamente elaborare i rating per circa 150-200 aziende all'anno.
- Statistical: si basa su una serie di modelli statistici piuttosto complessi che conducono ad uno scoring, cioè attribuiscono un punteggio ad una serie di indici economici e finanziari, opportunamente ponderati. Sono in crescente utilizzo sia per la diffusione di tecnologie informatiche che ne facilitano l'uso, che per la semplicità con cui possono applicarsi a situazioni standardizzate come il credito al consumo: non per altro è l'unico metodo accettato per calcolare la PD della clientela retail delle banche. Non è invece accettato per la clientela di tipo corporate, public institutions e financial institutions, a causa delle criticità nell'individuazione delle numerose variabili e nell'attribuzione dei rispettivi pesi.
- Expert-constrained judgemental: rappresenta una fusione dei modelli precedenti. Partendo da modelli statistici formali vengono formulati giudizi, che sono poi riveduti e reinterpretati dagli analisti. Questo modello necessita di competenze quantitative e della consapevolezza del percorso mediante il quale è stato formulato il giudizio soggettivo, che sono fondamentali per una "limatura" oggettiva.

| Clientela in portafoglio | Metodi di calcolo PD accettati |
| ------------------------ | ------------------------------ |
| Corporate                | J, ECJ                         |
| SMEs                     | J, S, ECJ                      |
| Retail                   | S                              |
| Public Administrations   | J, ECJ                         |
| Financial Institutions   | J, ECJ                         |
| Specialized Lending      | J                              |
| Equity                   | J                              |